# Hesperandra scaritoides
Hesperandra scaritoides là một loài bọ cánh cứng trong họ Cerambycidae.